# مركز مدني للمبادرة الوطنية
المركز المدني للمبادرة الوطنية هو مؤسسة بحثية لبنانية تهدف إلى تعزيز دور المجتمع المدني في السياسة اللبنانية، فضلاً عن تأسيس دولة مدنية وغير طائفية في لبنان.
تأسس المركز في عام 2008، ويشتمل أعضاؤه المؤسسون على رجل الدولة حسين الحسيني ورئيس الوزراء نجيب ميقاتي والصحفي غسان تويني والشاعر أدونيس، وآخرون غيرهم من أعضاء البرلمان وأساتذة الجامعة والصحفيين.
وفي عام 2009، نجح المركز بعد حملة طويلة في إقناع وزارة الداخلية اللبنانية بالسماح للمواطنين بإزالة خانة الانتماء الطائفي من السجلات المدنية، وهو ما يعد معلمًا بارزًا في تاريخ لبنان.